# Секс, пиће и крвопролиће
Секс, пиће и крвопролиће је хрватски филм из 2004. године.

## Радња
Једне недеље у Загребу, на дан одигравања фудбалског дербија између Динама и Хајдука, одвијају се три приче.

## Улоге
| Глумац             | Улога     |
| ------------------ | --------- |
| Фрањо Дијак        | Њоњо      |
| Богдан Диклић      | комшија   |
| Матко Фабековић    | Дарио     |
| Адмир Гламочак     | Сејо      |
| Дарија Лоренци     | полицајка |
| Леон Лучев         | Роко      |
| Ксенија Марниковић | Валерија  |
| Крешимир Микић     | Златко    |
| Бојан Навојец      | Марио     |
| Леона Парамински   | Мартина   |